# The Calcium Kid
The Calcium Kid è un film del 2004 diretto da Alex De Rakoff.

## Trama
Jimmy Connelly è un ragazzo appagato dal suo lavoro di lattaio, ma sfortunatamente incontra Pete Wright, pretendente alla cintura del mondo di boxe, che mette ko e fuori gara durante un allenamento alla vigilia dell'incontro per il titolo. Niente di più naturale che sia Jimmy a prendere il posto del povero Wright nella sfida col campione.